# Хмара Михайло Романович
Миха́йло Хма́ра (8 (22) листопада 1862, Харків, Російська імперія — 1919, Павлоград, УНР) — голова «Просвіти» у м. Павлоград. Депутат Павлоградської Ради народних депутатів. Народний вчитель. Жертва російського окупаційного режиму.

## Життєпис
Народився у сім'ї залізничника.
Закінчив трирічну школу з похвальною грамотою, працював слюсарем у залізничному депо, кочегаром на поїзді, помічником машиніста і згодом — машиністом.

### Репресії царського режиму
У 1884 за участь у революційному гуртку Хмара заарештований і відісланий до Петербурга. За вироком суду засланий на три роки до Холмогор Архангельської губернії, на півночі Російської імперії. Одружився з поморкою Платонидою Андріївною Шмаковою. Мали шестеро дочок. Повернувся в Україну з малою донькою і дружиною. До Харкова влада не пустила, мусив кочувати з родиною залізницею. Родина блукала по станціях Авдіївка, Синельникове, Панютине, Слов'янськ, Юзівка. Врешті випросив дозвіл осісти в Павлограді Катеринославської губернії.

### Діяльність в часи першої революції (1905—1907)
Під час революційних подій 1905 Хмара тиждень пробув у Катеринославі. У 1906—1907 його висували кандидатом у члени Державної думи, але проти цього рішуче запротестувала дружина. Коли йому виповнилося 40 років, склав іспити за учительську семінарію і отримав звання народного учителя.

### Діяльність у Павлограді
За спогадами доньки, батько завжди багато читав, був людиною освіченою. Мав гарний голос (ліричний тенор), багато знав і співав ще на засланні українських пісень. У Павлограді заснував «Товариство тверезості» з чайною та бібліотекою при ній. Завдяки йому вона виросла до розмірів пристойної міської бібліотеки, що розташувалася у місцевій «народній аудиторії» (зараз приміщення Павлоградського театру ім. Бориса Захави), побудованій 1896.
Саме тоді Хмара з сім'єю оселився в Павлограді. Він же організував при народній аудиторії драматичний гурток. Доньки Наталя і Марія допомагали батькові у його просвітницькій діяльності. Донька Марія (у шлюбі Слов'янська) стала вчителькою. Вона згадувала:

«Декілька років поспіль він був на чолі самодіяльної групи артистів-любителів „Просвіти“, де ставилися українські і російські п'єси, в яких батько брав діяльну участь, грав чимало відповідальних ролей і мав великий успіх».

У 1918 Хмара був депутатом Павлоградської Ради народних депутатів. По-звірячому вбитий, загинув від руки білого офіцера Угнівенка. Тоді Хмара з родиною мешкав на території колишнього спиртзаводу, де працював механіком (тепер там меблева фабрика). Усі ці відомості містять спогади доньок про батька.